# Nicolás Paz (calciatore 2002)
Nicolás Andrés Paz (Santiago del Estero, 16 ottobre 2002) è un calciatore argentino, difensore dell'Unión (SF).

## Caratteristiche tecniche
È un difensore centrale.

## Carriera

### Club
Paz è cresciuto nel settore giovanile dell'Unión (SF), con cui ha debuttato l'8 maggio 2022 nell'incontro di Copa de la Liga Profesional perso 2-1 contro l'Argentinos Juniors. nel dicembre dello stesso anno ha firmato il suo primo contratto professionistico.

### Nazionale
Nel 2023 ha giocao un incontro con la nazionale olimpica argentina.

## Statistiche

### Presenze e reti nei club
Statistiche aggiornate al 2 aprile 2024.
| Stagione        | Squadra         | Campionato      | Campionato | Campionato | Coppe nazionali | Coppe nazionali | Coppe nazionali | Coppe continentali | Coppe continentali | Coppe continentali | Altre coppe | Altre coppe | Altre coppe | Totale | Totale | Totale |
| Stagione        | Squadra         | Comp            | Pres       | Reti       | Comp            | Pres            | Reti            | Comp               | Pres               | Reti               | Comp        | Pres        | Reti        | Pres   | Reti   |        |
| --------------- | --------------- | --------------- | ---------- | ---------- | --------------- | --------------- | --------------- | ------------------ | ------------------ | ------------------ | ----------- | ----------- | ----------- | ------ | ------ | ------ |
| 2022            | Unión (SF)      | PD              | 0          | 0          | CA+CdL          | 0+1             | 0               |                    | -                  | -                  |             | -           | -           | 1      | 0      |        |
| 2023            | Unión (SF)      | PD              | 11         | 0          | CA+CdL          | 0+13            | 0               |                    | -                  | -                  |             | -           | -           | 24     | 0      |        |
| 2024            | Unión (SF)      | PD              | 0          | 0          | CA+CdL          | 0+11            | 0               |                    | -                  | -                  |             | -           | -           | 11     | 0      |        |
| Totale carriera | Totale carriera | Totale carriera | 11         | 0          |                 | 25              | 0               |                    | -                  | -                  |             | -           | -           | 36     | 0      |        |